# Nombre premier de Fibonacci
Pour les articles homonymes, voir Fibonacci.
Un nombre premier de Fibonacci est un nombre de Fibonacci qui est de plus un nombre premier.

## Primalité des nombres de Fibonacci
On ignore s'il existe une infinité de nombres de Fibonacci premiers. On sait que {\displaystyle F_{n}} divise {\displaystyle F_{kn}} (voir la propriété 6 dans le § « Propriétés » de l'article sur la suite de Fibonacci), et donc que, pour tout n > 4, si {\displaystyle F_{n}} est premier, alors n est premier, mais la réciproque est fausse ({\displaystyle F_{19}=4181=37\times 113} est le premier contre-exemple non trivial). En octobre 2015, le plus grand nombre premier de Fibonacci connu est {\displaystyle F_{81~839}} et le plus grand nombre de Fibonacci probablement premier connu est {\displaystyle F_{2~904~353}}, qui a 606 974 chiffres décimaux.
En 1964, Ronald Graham a donné une méthode pour construire des suites sans nombres premiers (en), c'est-à-dire des suites (Tn) vérifiant en même temps les trois conditions suivantes :
- Tn+2 = Tn+1 + Tn ;
- Tn et Tn+1 sont premiers entre eux (ils n'ont aucun diviseur commun) ;
- aucun Tn n'est premier.

Dans la suite qu'il proposait (suite A083103 de l'OEIS), les deux termes initiaux comportaient 34 chiffres décimaux. En affinant sa méthode, on a réussi à construire de telles suites avec deux termes initiaux plus petits :
- 17 chiffres : suite  A083105 (Donald Knuth, 1990) ;
- 17 et 16 chiffres : suite  A083216 (Herbert Wilf, 1990) ;
- 12 et 11 chiffres : suite  A082411 (John Nicol, 1999) ;
- 12 et 11 chiffres, mais plus petits (Maxim Vsemirnov, 2004[4]).